# Liste der Könige Dänemarks
Die Liste der Könige Dänemarks führt die bekannten Oberhäupter Dänemarks. Die Existenz Gorms des Alten und aller folgenden Könige ist historisch belegbar. Alle früheren Könige werden als „Sagenkönige“ bezeichnet. Bei diesen wird angenommen, dass es sich nicht um „Könige“ im heutigen Sinne handelte, sondern um regionale Häuptlinge, deren Einfluss auf ihre Gefolgschaft begrenzt war.
Die Liste der Könige über die Färöer ist ab 1380 identisch mit dieser Liste.

## Sagenhafte und frühe Herrscher

### Herrscher in Jütland
| Bild | Name (Lebensdaten)                    | Regierungszeit                   | Anmerkungen                                                                                   |
| ---- | ------------------------------------- | -------------------------------- | --------------------------------------------------------------------------------------------- |
|      | Angantyr, auch Unguendo bzw. Ongendus | angeblich um 699                 |                                                                                               |
|      | Eylimi                                | angeblich frühes 8. Jh.          |                                                                                               |
|      | Hilaprecht                            | angeblich frühes 8. Jh.          | in Thyöe                                                                                      |
|      | Hwitserk                              | angeblich circa 730              | in Jütland, Wendenland                                                                        |
|      | Sigurd I. (Sigfrid)                   | angeblich circa 765 bzw. 778–807 |                                                                                               |
|      | Gudfred (Godofridus, Göttrik I.)      | angeblich 778–810                | Sohn von Sigurd, residierte in Haithabu                                                       |
|      | Halfdan I.                            | angeblich 778–810                | Onkel von Gudfred                                                                             |
|      | Hemming                               | angeblich 810–812                | Neffe von Halfdan I., schließt Frieden mit Karl dem Großen und macht die Eider zur Südgrenze. |
|      | Anulo (Ring)                          | 811–812                          | Neffe von Halfdan I.                                                                          |
|      | Harald Klak und Ragnfrid (Reginfrid)  | angeblich 812–813                | Brüder von Anulo                                                                              |
|      | Oluf (Olaf)                           | angeblich 813–819                | Sohn von Gudfred                                                                              |
|      | Horik I. der Alte (bzw. Erik I.)      | angeblich 813–854                | letzter überlebender Sohn von Gudfred                                                         |
|      | Harald Klak                           | angeblich 819–823                | in Darslede, von Kaiser Ludwig dem Frommen erzwungene gemeinsame Regentschaft mit Horik I.    |
|      | Horik II., „der Mächtige“             | angeblich 854–873                | Sohn (oder Neffe?) von Horik I. dem Alten                                                     |
|      | Göttrik II.                           | angeblich 868–884                | Sohn von Horik II.                                                                            |
|      | Halfdan II.                           | angeblich 868                    |                                                                                               |
|      | Göttrik III.                          | angeblich 868–891                | in Walcheren                                                                                  |
|      | Sigurd II. (Sigfrid)                  | angeblich 884–891                |                                                                                               |
|      | Helge                                 | angeblich circa 891              |                                                                                               |

### Skioldinger
Machtzentrum auf der Insel Seeland, Hauptstadt Leithra (Gammel Lejre), später Roskilde
| Bild | Name (Lebensdaten)                 | Regierungszeit    | Anmerkungen                                                       |
| ---- | ---------------------------------- | ----------------- | ----------------------------------------------------------------- |
|      | Ivar Vidfammi                      | angeblich 695     |                                                                   |
|      | Harald Kriegszahn                  | angeblich 750–770 | in Jütland, Seeland, Skaane und Gotland                           |
|      | Sigurd I. Ring                     | angeblich 770–812 |                                                                   |
|      | Ragnar Lodbrok                     | angeblich 812–845 |                                                                   |
|      | Sigurd II. Snogöie (Schlangenauge) | angeblich 845–873 | Sohn von Ragnar Lodbrok, herrschte in Halland, Seeland und Skaane |
|      | Harthaknut (Hardegon)              | angeblich 873–884 | Sohn von Sigurd II.                                               |
|      | Frotho                             | angeblich 884     | Sohn von Harthaknut                                               |
|      | Svein                              | angeblich 884–885 | Sohn von Harthaknut                                               |
|      | Gorm                               | angeblich 885–887 | Sohn von Frotho                                                   |
|      | Harald II.                         | angeblich 887–899 | Sohn von Frotho                                                   |

### Olaf-Dynastie
„Schwedische“ Dynastie in Haithabu (Schleswig)
| Bild | Name (Lebensdaten)          | Regierungszeit | Anmerkungen           |
| ---- | --------------------------- | -------------- | --------------------- |
|      | Olaf der Dreiste            | erwähnt 925    | Neffe eines Siegfried |
|      | Gurd                        | keine Angabe   |                       |
|      | Knut I. (Chnuba oder Ehnob) | erwähnt 934    |                       |
|      | Sigerich/Sigtryg            | ab 935         |                       |

## Könige von Dänemark

### Jelling-Dynastie
| Bild                                                                 | Name (Lebensdaten)             | Regierungszeit                          | Anmerkungen                                                                           |
| -------------------------------------------------------------------- | ------------------------------ | --------------------------------------- | ------------------------------------------------------------------------------------- |
| Gorm der Alte                                                        | Gorm der Alte                  | angeblich 899–958 erwähnt 936; † 958/64 | König von Dänemark; Sohn von Harthaknut                                               |
| Taufe König Harald Blauzahns (circa 960)                             | Harald I. Blauzahn             | 958/64–985                              | König von Dänemark, Norwegen; Sohn Gorms                                              |
| Sven Gabelbart                                                       | Sven I. Gabelbart              | 985–1014                                | König von Dänemark, Norwegen, England; Sohn von Harald Blauzahn                       |
| Harald II. in einer Darstellung aus dem 17. Jahrhundert              | Harald II. Svendsen            | 1014–1018                               | König von Dänemark; erster Sohn von Sven Gabelbart                                    |
| Knut der Große, Illustration aus einer mittelalterlichen Handschrift | Knut II. den Store der Große   | 1018/19–1035                            | König von Dänemark, Norwegen, England; zweiter Sohn von Sven Gabelbart                |
|                                                                      | Hardiknut (Knut III.der Harte) | 1035–1042                               | König von Dänemark, England; Sohn von Knut II.                                        |
|                                                                      | Magnus I. den Gode der Gute    | 1042–1047                               | König von Dänemark, Norwegen; unehelicher Sohn von Olav II. dem Heiligen von Norwegen |

### Haus Estridsson
| Bild                              | Name (Lebensdaten)                                           | Regierungszeit | Anmerkungen                           |
| --------------------------------- | ------------------------------------------------------------ | -------------- | ------------------------------------- |
|                                   | Sven II. Estridsson                                          | 1047–1076      | Enkel von Sven Gabelbart              |
|                                   | Harald III. Hen                                              | 1076–1080      | unehelicher Sohn Sven Estridssons     |
|                                   | Knut IV. der Heilige                                         | 1080–1086      | Sohn Sven Estridssons                 |
|                                   | Olaf I. Hunger                                               | 1086–1095      | unehelicher Sohn Sven Estridssons     |
|                                   | Erik I. Ejegod Immergut                                      | 1095–1103      | unehelicher Sohn Sven Estridssons     |
|                                   | Niels                                                        | 1104–1134      | unehelicher Sohn Sven Estridssons     |
|                                   | Erik II. Emune Denkwürdig                                    | 1134–1137      | Sohn von Erik I.                      |
|                                   | Erik III. Lam Schaf                                          | 1137–1146      | Enkel von Erik I., Neffe von Erik II. |
| Sven III. · Knut V.               | Sven III. Grate und Knut V. Magnusson                        | 1146–1154      |                                       |
| Sven III. · Knut V. · Waldemar I. | Sven III. Grate, Knut V. Magnusson und Waldemar I. der Große | 1154–1157      |                                       |

### Haus Estridsson, Waldemare
| Bild | Name (Lebensdaten)                                           | Regierungszeit          | Anmerkungen |
| ---- | ------------------------------------------------------------ | ----------------------- | --- |
|      | Waldemar I. der Große (14. Januar 1131 – 12. Mai 1182)       | 1157–1182               | Enkel von Erik I. |
|      | Knut VI. (1162/63 – 12. November 1202)                       | 1182–1202               | Sohn von Waldemar I. |
|      | Waldemar II. Sejr der Sieger (28. Juni 1170 – 28. März 1241) | 1202–1241               | Sohn von Waldemar I. |
|      | Erik IV. Plovpenning Pflugpfennig (1216 – 10. August 1250)   | 1241–1250               | Sohn von Waldemar II. |
|      | Abel (1218 – 29. Juni 1252)                                  | 1250–1252               | Sohn von Waldemar II. |
|      | Christoph I. (circa 1219 – 29. Mai 1259)                     | 1252–1259               | Sohn von Waldemar II. |
|      | Erik V. Klipping Klippe (um 1249 – 22. November 1286)        | 1259–1286               | Sohn von Christoph I. |
|      | Erik VI. Menved Mannmit (1274 – 13. November 1319)           | 1286–1319               | Sohn von Erik V. |
|      | Christoph II. (29. September 1276 – 2. August 1332)          | 1320–1326 und 1329–1332 | Sohn von Erik V. |
|      | Waldemar III. (1314–1364)                                    | 1326–1329               | faktisch herrschen die Holsteiner Grafen Gerhard III. (Rendsburg, Schleswig, Jütland, Fünen) und Johann III. (Kiel, Fehmarn, Lolland, Falster, Schonen, Seeland) |
|      | Interregnum                                                  | 1332–1340               | faktisch herrschen die Holsteiner Grafen Gerhard III. (Rendsburg, Schleswig, Jütland, Fünen) und Johann III. (Kiel, Fehmarn, Lolland, Falster, Schonen, Seeland) |
|      | Waldemar IV. Atterdag Andertag (um 1321 – 24. Oktober 1375)  | 1340–1375               | Sohn von Christoph II. |

### Folkunger
| Bild | Name (Lebensdaten)                        | Regierungszeit | Anmerkungen                                                                               |
| ---- | ----------------------------------------- | -------------- | ----------------------------------------------------------------------------------------- |
|      | Olaf II. (Dezember 1370 – 3. August 1387) | 1376–1387      | König von Dänemark, Norwegen; Sohn von Margarethe I. und Håkon VI. Enkel von Waldemar IV. |

### Haus Estridsson
| Bild | Name (Lebensdaten)                      | Regierungszeit | Anmerkungen                                                                                             |
| ---- | --------------------------------------- | -------------- | --- |
|      | Margarethe I. (1353 – 28. Oktober 1412) | 1387–1412      | Herrscherin von Dänemark, Norwegen, Schweden, war formal nie Königin suo jure; Tochter von Waldemar IV. |

### Haus Pommern
| Bild | Name (Lebensdaten)                           | Regierungszeit | Anmerkungen                                                                                   |
| ---- | -------------------------------------------- | -------------- | --------------------------------------------------------------------------------------------- |
|      | Erik VII. Erich der Pommer (circa 1382–1459) | 1396–1439      | König von Dänemark, Norwegen und Schweden, Herzog von Pommern-Stolp; Urenkel von Waldemar IV. |

### HausWittelsbach
| Bild | Name (Lebensdaten)                                            | Regierungszeit | Anmerkungen                                                 |
| ---- | ------------------------------------------------------------- | -------------- | ----------------------------------------------------------- |
|      | Christoph III. von Bayern (26. Februar 1416 – 5. Januar 1448) | 1440–1448      | König von Dänemark, Norwegen, Schweden; Neffe von Erik VII. |

### Haus Oldenburg
| Bild | Name (Lebensdaten)                                       | Regierungszeit | Anmerkungen |
| ---- | -------------------------------------------------------- | -------------- | --- |
|      | Christian I. von Oldenburg (Februar 1426 – 21. Mai 1481) | 1448–1481      | König von Dänemark, Norwegen, Schweden, Herzog von Schleswig und Holstein                                                                     |
|      | Johann I. Hans (5. Juni 1455 – 20. Februar 1513)         | 1481–1513      | König von Dänemark, Norwegen, Schweden, Herzog von Schleswig und Holstein                                                                     |
|      | Christian II. (1. Juli 1481 – 25. Januar 1559)           | 1513–1523      | König von Dänemark, Norwegen, Schweden, Herzog von Schleswig und Holstein                                                                     |
|      | Friedrich I. (7. Oktober 1471 – 10. April 1533)          | 1523–1533      | König von Dänemark, Norwegen, Herzog von Schleswig und Holstein                                                                               |
|      | Christian III. (12. August 1503 – 1. Januar 1559)        | 1534–1559      | König von Dänemark, Norwegen, Herzog von Teilen Schleswigs und Holsteins                                                                      |
|      | Friedrich II. (1. Juli 1534 – 4. April 1588)             | 1559–1588      | König von Dänemark, Norwegen, Herzog von Teilen Schleswigs und Holsteins                                                                      |
|      | Christian IV. (12. April 1577 – 28. Februar 1648)        | 1588–1648      | König von Dänemark, Norwegen, Herzog von Teilen Schleswigs und Holsteins                                                                      |
|      | Friedrich III. (18. März 1609 – 9. Februar 1670)         | 1648–1670      | König von Dänemark, Norwegen, Herzog von Teilen Schleswigs und Holsteins                                                                      |
|      | Christian V. (15. April 1646 – 25. August 1699)          | 1670–1699      | König von Dänemark, Norwegen, Herzog von Teilen Schleswigs und Holsteins                                                                      |
|      | Friedrich IV. (21. Oktober 1671 – 12. Oktober 1730)      | 1699–1730      | König von Dänemark, Norwegen, Herzog von Schleswig und Holstein                                                                               |
|      | Christian VI. (10. Dezember 1699 – 6. August 1746)       | 1730–1746      | König von Dänemark, Norwegen, Herzog von Schleswig und Holstein, Graf von Oldenburg und Delmenhorst                                           |
|      | Friedrich V. (31. März 1723 – 14. Januar 1766)           | 1746–1766      | König von Dänemark, Norwegen, Herzog von Schleswig und Holstein, Graf von Oldenburg und Delmenhorst                                           |
|      | Christian VII. (29. Januar 1749 – 13. März 1808)         | 1766–1808      | König von Dänemark, Norwegen, Herzog von Schleswig und Holstein                                                                               |
|      | Friedrich VI. (28. Januar 1768 – 3. Dezember 1839)       | 1808–1839      | König von Dänemark, Norwegen (bis 1814), Herzog von Schleswig und Holstein. War seit 1784 bereits Regent für seinen geistig erkrankten Vater. |
|      | Christian VIII. (18. September 1786 – 20. Januar 1848)   | 1839–1848      | König von Dänemark, Herzog von Schleswig und Holstein. 1814 kurzzeitig König von Norwegen                                                     |
|      | Friedrich VII. (6. Oktober 1808 – 15. November 1863)     | 1848–1863      | König von Dänemark, Herzog von Schleswig und Holstein                                                                                         |

### Schleswig-Holstein-Sonderburg-Glücksburg(Haus Glücksburg)
| Bild | Name (Lebensdaten)                                 | Regierungszeit | Anmerkungen                                                                                             |
| ---- | -------------------------------------------------- | -------------- | --- |
|      | Christian IX. (8. April 1818 – 29. Januar 1906)    | 1863–1906      | Seine Ehefrau Louise war eine Ur-Enkelin von Friedrich V.                                               |
|      | Friedrich VIII. (3. Juni 1843 – 14. Mai 1912)      | 1906–1912      | |
|      | Christian X. (26. September 1870 – 20. April 1947) | 1912–1947      | 1918–1944 König des Königreichs Island in Personalunion.                                                |
|      | Frederik IX. (11. März 1899 – 14. Januar 1972)     | 1947–1972      | |
|      | Margrethe II. (* 16. April 1940)                   | 1972–2024      | Abdankung am 14. Januar 2024. Führte als erster Monarch seit 1523 das Amt nicht bis zum Lebensende aus. |
|      | Frederik X. (* 26. Mai 1968)                       | seit 2024      | |

## Dänische Thronfolge
1. Kronprinz Christian zu Dänemark (* 2005), ältestes Kind von König Frederik X.
2. Prinzessin Isabella zu Dänemark (* 2007), zweites Kind von König Frederik X.
3. Prinz Vincent zu Dänemark (* 2011), drittes Kind von König Frederik X.
4. Prinzessin Josephine zu Dänemark (* 2011), viertes Kind von König Frederik X.
5. Prinz Joachim zu Dänemark (* 1969), jüngerer Sohn von Königin Margrethe II. und jüngerer Bruder von König Frederik X.
6. Nikolai zu Dänemark (* 1999), ältestes Kind von Prinz Joachim zu Dänemark und Neffe von König Frederik X.
7. Felix zu Dänemark (* 2002), zweites Kind von Prinz Joachim zu Dänemark und Neffe von König Frederik X.
8. Henrik zu Dänemark (* 2009), drittes Kind von Prinz Joachim zu Dänemark und Neffe von König Frederik X.
9. Athena zu Dänemark (* 2012), viertes Kind von Prinz Joachim zu Dänemark und Nichte von König Frederik X.
10. Prinzessin Benedikte zu Dänemark (* 1944), Tochter von König Frederik IX., Schwester von Königin Margrethe II. und Tante von König Frederik X.

## Titel
Es ist eine dänische Besonderheit, die geborenen dänischen Prinzen und Prinzessinnen til Danmark (wörtlich zu Dänemark) zu nennen, die angeheirateten aber af Danmark (von Dänemark). Prinzentitel dürfen ab 2023 nur noch die Kinder eines Monarchen sowie eines Thronfolgers führen, nicht die Kinder nachgeborener Prinzen. Die vier Kinder Prinz Joachims verlieren dadurch ihre Prinzentitel.